# Karl Hermann Haack
Karl Hermann Haack (* 17. Februar 1940 in Extertal-Bösingfeld) ist ein deutscher Politiker (SPD). Er war von 1998 bis 2005 Beauftragter der Bundesregierung für die Belange behinderter Menschen.

## Leben und Beruf
Nach dem Abitur 1961 absolvierte Haack zunächst ein Praktikum in einer Apotheke in Oerlinghausen und begann anschließend 1964 ein Studium der Pharmazie an der Freien Universität Berlin, welches er 1967 mit der Bestellung zum Apotheker beendete. Von 1967 bis 1969 studierte er noch Geschichte, Politikwissenschaft und Soziologie in Berlin und war dann bis 1971 beim Bundesverband der Pharmazeutischen Industrie in Frankfurt am Main tätig. Haack war bis zum 30. Juni 2008 Inhaber einer Apotheke („Sternberg-Apotheke“) in seinem Geburtsort Extertal-Bösingfeld, welche er 1971 in Nachfolge seines Vaters von seiner Mutter übernahm.
Karl Hermann Haack ist verheiratet und hat zwei Kinder.

## Partei
Seit 1968 ist er Mitglied der SPD.

## Abgeordneter
Haack gehörte von 1973 bis 1987 dem Kreistag des Landkreises Lippe an und ist seit 1975 auch Mitglied des Gemeinderates seines Heimatortes Extertal. Von 1979 bis 1994 bekleidete er dort das Amt des Bürgermeisters.
Er war von 1987 bis 2005 Mitglied des Deutschen Bundestages.
Er ist stets als direkt gewählter Abgeordneter des Wahlkreises Lippe I in den Bundestag eingezogen. Zuletzt erreichte er hier bei der Bundestagswahl 2002 49,5 % der Erststimmen.

## Öffentliche Ämter
Von 1998 bis 2005 war er Beauftragter der Bundesregierung für die Belange behinderter Menschen.

## Gesellschaftliches Engagement
Von 2005 bis 2009 war er Präsident des Deutschen Behindertensportverbands (DBS).